# 다마코역
다마코역(일본어: 多摩湖駅)은 일본 도쿄도 히가시무라야마시에 있는 세이부 철도 다마코 선과 야마구치 선의 철도역이다.

## 타는 곳

### 다마코 선
| ↑ 무사시야마토 |
| \| 2 1 \|      |
|                |

| 1·2 | ■ 다마코 선 | 하기야마·고쿠분지·하이지마 선으로 직결 운행 고다이라·신주쿠 선으로 직결 운행 세이부 신주쿠 방면 |

### 야마구치 선
|              |
| \| 3         |
| 유원지서쪽 ↓ |

| 3 | ■ 야마구치 선 | 세이부 구장앞 방면 |

## 역세권 정보
- 다마 호
- 세이부엔 유원지: 걸어서 10분정도 걸린다
- 세이부엔 경륜장: 거리가 멀다
- 세이부엔 선 세이부엔 역

## 역사
- 1936년 12월 30일: 다마코선 무라야마테이스이치역으로 개업.
- 1941년 4월 1일: 사야마코엔마에역으로 역명 변경.
- 1951년 9월 1일: 다마코역으로 역명 변경.
- 1961년 9월 20일: 현재 위치로 이전.
- 1979년 3월 25일: 세이부유엔치역으로 역명 변경.
- 1985년 4월 25일: 야마구치선 개통.
- 2021년 3월 13일: 다마코역으로 다시 역명 변경.

## 사진

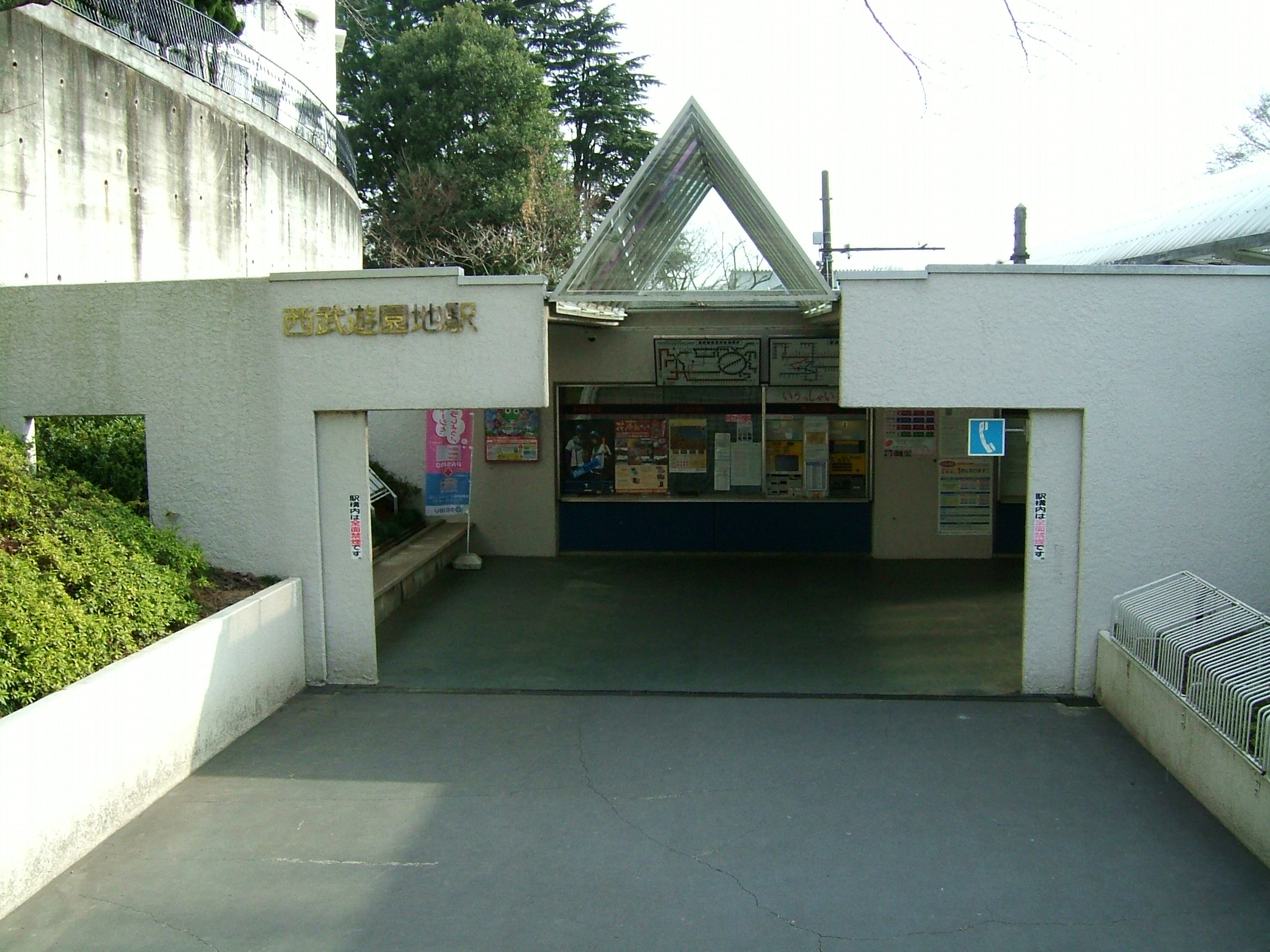
북쪽 모습
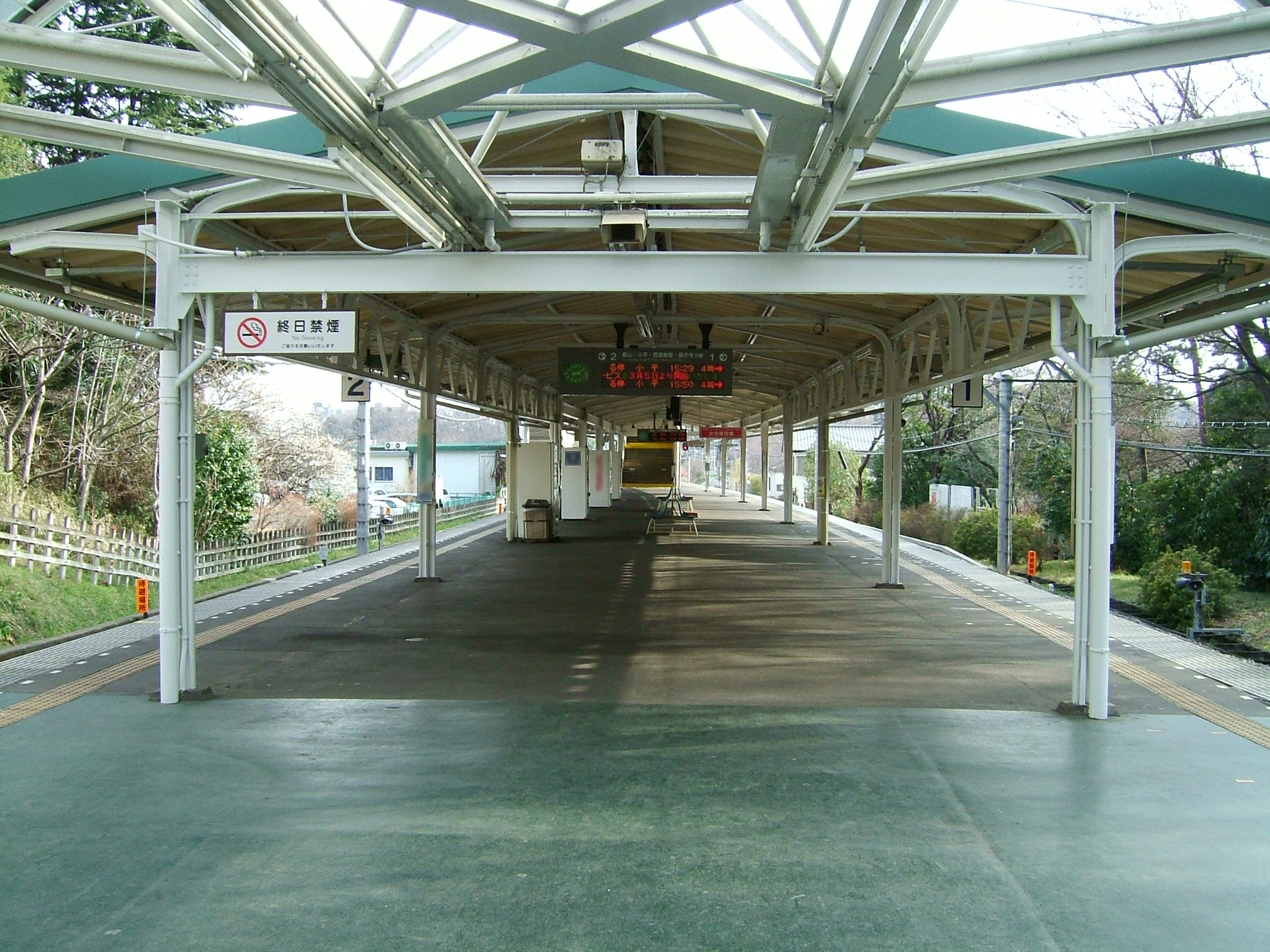
다마코 선의 승강장 모습
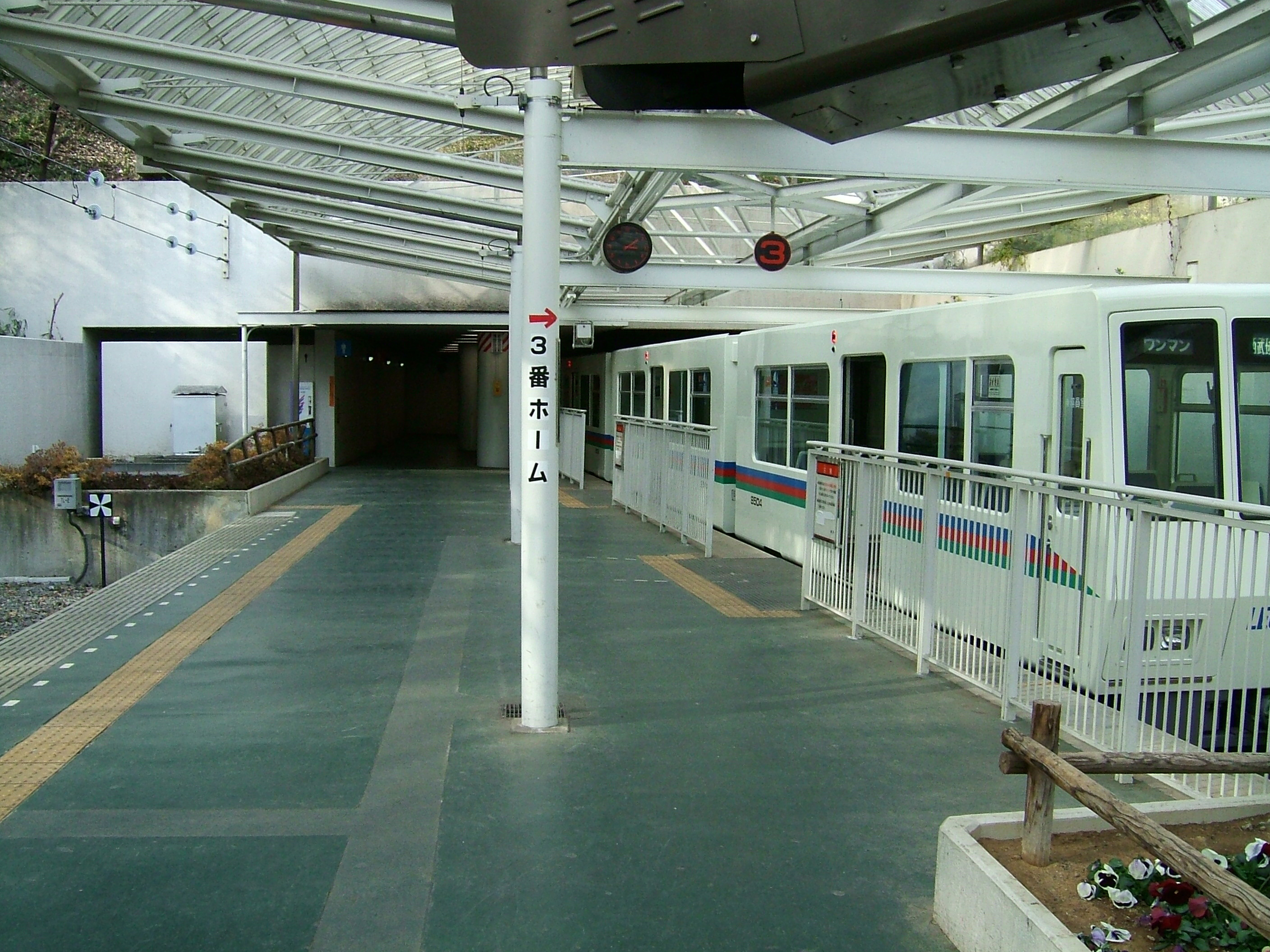
야마구치 선의 승강장 모습

## 인접역
| 세이부 철도■다마코 선                | 세이부 철도■다마코 선 | 세이부 철도■다마코 선 |
| ------------------------------------ | --------------------- | --------------------- |
| 무사시야마토 고쿠분지, 고다이라 방면 | ■보통                 | 시·종착역             |

| 세이부 철도■ 야마구치선 | 세이부 철도■ 야마구치선 | 세이부 철도■ 야마구치선            |
| ----------------------- | ----------------------- | ---------------------------------- |
| 시·종착역               |                         | 세이부엔유엔치 세이부큐조마에 방면 |